# Mistrzostwa Polski w Łyżwiarstwie Szybkim w Wieloboju Sprinterskim 2000
19. Mistrzostwa Polski w wieloboju sprinterskim odbyły się w dniach 12-13 lutego 2000 roku na torze Pilica w Tomaszowie Mazowieckim.

## Kobiety
| Pozycja | Zawodniczka           | Klub         | 500 m | Pkt. | 1000 m | Pkt. | 500 m | Pkt. | 1000 m | Pkt. | Suma pkt. |
| ------- | --------------------- | ------------ | ----- | ---- | ------ | ---- | ----- | ---- | ------ | ---- | --------- |
| 01 !    | Katarzyna Wójcicka    | Górnik Sanok |       |      |        |      |       |      |        |      | 174,865   |
| 02 !    | Aleksandra Przeor     | Orzeł Elbląg |       |      |        |      |       |      |        |      | 178,725   |
| 03 !    | Agnieszka Szałkiewicz | Górnik Sanok |       |      |        |      |       |      |        |      | 180,855   |

## Mężczyźni
| Pozycja | Zawodnik           | Klub                       | 500 m | Pkt. | 1000 m | Pkt. | 500 m | Pkt. | 1000 m | Pkt. | Suma pkt. |
| ------- | ------------------ | -------------------------- | ----- | ---- | ------ | ---- | ----- | ---- | ------ | ---- | --------- |
| 01 !    | Paweł Abratkiewicz | Pilica Tomaszów Mazowiecki |       |      |        |      |       |      |        |      | 149,370   |
| 02 !    | Tomasz Świst       | bez klubu                  |       |      |        |      |       |      |        |      | 153,050   |
| 03 !    | Rafał Gąsior       | Białka                     |       |      |        |      |       |      |        |      | 156,550   |